# Jānis Strēlnieks
Jānis Strēlnieks (* 1. September 1989 in Talsi, Lettische SSR, Sowjetunion) ist ein lettischer Basketballspieler. Strēlnieks spielte bis 2011 in seiner lettischen Heimat, wo er mit dem BK Ventspils 2009 lettischer Meister wurde. Anschließend spielte er drei Jahre in Russland und der Ukraine, wo er mit dem BK Budiwelnyk 2014 ukrainischer Meister wurde. Von 2014 bis 2017 spielte er für Brose Bamberg und wurde dreimal deutscher Meister. Danach wechselte er 2017 zum griechischen Erstligisten Olympiakos Piräus. Von 2019 bis 2021 stand er bei ZSKA Moskau unter Vertrag. In der Saison 2021/2022 spielte er in Litauen für Žalgiris Kaunas. Mit der lettischen Herren-Nationalmannschaft nahm Strēlnieks bis einschließlich 2015 an drei Europameisterschafts-Endrunden teil.

## Karriere
Strēlnieks gehörte dem Jahrgang an, der nach der Zwischenkriegszeit die erste Medaille im männlichen Bereich für den lettischen Verband bei einer Europameisterschafts-Endrunde gewann. Bei der U18-EM-Endrunde 2007 in Spanien gewann die lettische Jugendauswahl um Dairis Bertāns zwei Jahre nach den weiblichen Juniorinnen eine Bronzemedaille. Die lettische Auswahl gewann die ersten fünf Spiele, verlor dann gegen den späteren Finalisten Griechenland und im Halbfinale gegen Titelgewinner Serbien, konnte aber im Spiel um den dritten Platz den baltischen Rivalen Litauen knapp mit zwei Punkten Differenz noch bezwingen. Strēlnieks erzielte den Buzzer Beater in der Schlusssekunde zum Medaillengewinn, nachdem die Letten bis auf die Schlussminute fast die gesamte zweite Halbzeit zurückgelegen hatten. Bei der U20-EM-Endrunde vor heimischem Publikum in Riga büßten die lettischen Junioren im folgenden Jahr nach zwei Vorrundenniederlagen praktisch bereits alle Medaillenchancen ein und erreichten trotz zweier Zwischenrundensiege nur den elften Platz, den man ein Jahr später als ehemaliger U18-Medaillengewinner auf dem zehnten Platz kaum verbessern konnte. Innerhalb seiner Mannschaft hatte sich Strēlnieks nach dem Medaillengewinn 2007 vom sechsten Mann neben Bertāns zum Spieler mit den meisten Minuten und Punkten pro Spiel entwickelt.
Nach dem Medaillengewinn 2007 war Strēlnieks zudem in die Erstligamannschaft in Ventspils aufgenommen worden, der nächstgrößeren Stadt im Westen der Region Kurland. Der Vizemeister von 2007 war zwischen 2000 und 2006 siebenmal hintereinander lettischer Meister geworden, doch von den Hauptstadtklubs Barons Riga und VEF Riga zunächst wieder verdrängt worden. In der Saison 2008/09 kam Ventspils zurück und zusammen mit Dairis Bertāns, der vom finanziell strauchelnden Vizemeister ASK gekommen war, gewann Strēlnieks seine erste lettische Meisterschaft knapp in sieben Spielen über Titelverteidiger Barons Riga. Nachdem BK Ventspils in der folgenden Saison an der Titelverteidigung gescheitert und Barons Riga sich den Titel zurückgeholt hatte, zog Strēlnieks 2011 noch einmal in die Finalserie ein, die gegen VEF Riga um Dairis Bertāns verloren ging. In der Baltic Basketball League reichte es für Ventspils mit Strēlnieks zweimal zum Einzug in das Final Four, bei dem man sowohl 2010 und 2011 jeweils im Halbfinale gegen den späteren Titelgewinner Žalgiris Kaunas verlor. Auf kontinentaler Ebene hatte man im Eurocup 2009/10 alle sechs Vorrundenspiele verloren, darunter beide gegen den späteren deutschen Meister Brose Baskets. In der Vorrunde der EuroChallenge 2010/11 gewann man hingegen alle Vorrundenspiele bis auf zwei knappe Niederlagen gegen die Skyliners Frankfurt. Hier schied man erst in den Viertelfinal-Play-offs gegen Telenet Oostende aus. Bei seiner ersten Endrundenteilnahme bei den Herren verlor Strēlnieks mit der lettischen Nationalmannschaft in der EM-Endrunde 2011 alle fünf Vorrundenspiele, darunter auch die letzte Partie gegen Deutschland mit einem Punkt Unterschied.
Nach der EM-Endrunde wechselte Strēlnieks entlang der Ostseeküste zu Spartak nach Sankt Petersburg in Russland. Dessen neuem slowenischen Trainer und ehemaligem Spieler-Weltmeister Jure Zdovc war bereits Interesse nachgesagt worden, Strēlnieks ein Jahr zuvor zum EuroLeague-Klub KK Union Olimpija zu holen, wo damals bereits Dairis’ jüngerer Bruder Dāvis Bertāns spielte. Der russische Pokalsieger war zur VTB United League 2011/12 auch in die neue supranationale Liga Osteuropas aufgerückt, in der man jedoch in den Play-offs im Viertelfinale und ein Jahr später bereits im Achtelfinale scheiterte. Im Eurocup 2011/12 zog man hingegen mit nur einer Niederlage bis ins Halbfinale ein, nachdem man in der Vorrunde unter anderem den deutschen Vertreter FC Bayern München bei deren Rückkehr in internationale Wettbewerbe zweimal bezwungen hatte. Beim Final-Four-Turnier unterlag Spartak im Halbfinale jedoch dem nationalen Konkurrenten, Gastgeber und späteren Titelgewinner BK Chimki mit vier Punkten Unterschied und verlor anschließend auch im Spiel um den dritten Platz der litauischen Mannschaft Lietuvos rytas Vilnius. Strēlnieks, der hinter Yotam Halperin und dem späteren NBA-Profi Patrick Beverley zum Einsatz kam, war Topscorer beim Viertelfinal-Rückspiel gegen den United League-Konkurrenten ČEZ Nymburk, konnte aber wegen Verletzung am Finalturnier nicht teilnehmen. Im folgenden Eurocup 2012/13 blieb Spartak in den Gruppenphasen gegen die europäische Konkurrenz bis auf eine Niederlage erneut weitgehend unbesiegt, einzig der nationalen Konkurrenz von Lokomotive Kuban Krasnodar unterlag man in der zweiten Gruppenphase gleich in beiden Spielen. Im Viertelfinal-Rückspiel bei BK Budiwelnyk Kiew musste Spartak einen Elf-Punkte-Vorsprung verteidigen, doch Strēlnieks blieb trotz sechs Assists selbst punktlos und Spartak verlor das letzte Viertel mit zwölf Punkten Differenz und das Spiel mit insgesamt 17 Punkten Unterschied, nachdem Malcolm Delaney für Budiwelnyk im Schlussviertel aufdrehte. Dies läutete das Ende von Trainer Zdovc bei Spartak ein; die Finanzierung des Klubs wurde ein Jahr später eingestellt und dieser durch den BK Zenit Sankt Petersburg ersetzt. Auch Strēlnieks verließ am Saisonende den Verein und wechselte ausgerechnet zum ukrainischen Meister BK Budiwelnyk nach Kiew, wo er unter anderem den in die deutsche Bundesliga zu Bayern München abgewanderten Malcolm Delaney ersetzte.
Bei der EM-Endrunde 2013 konnte sich die lettische Auswahl ausgerechnet in der „baltisch-jugoslawischen“ Gruppe B mit drei Siegen in fünf Vorrundenspielen überraschend durchsetzen. Zum Auftakt der Zwischenrunde besiegten die Letten dann die ukrainische Auswahl mit einigen von Strēlnieks’ neuen Vereinskameraden überdeutlich 85:51 mit 34 Punkten Unterschied. Eine negative Überraschung war dann die Niederlage mit vier Punkten Unterschied im letzten Zwischenrundenspiel gegen bereits ausgeschiedene Belgier, mit denen die Letten den Einzug ins Viertelfinale verpassten, in das stattdessen die zuvor deutlich besiegten Ukrainer einzogen. Mit dem BK Budiwelnyk spielte Strēlnieks in der EuroLeague 2013/14 auch erstmals im höchstrangigen europäischen Vereinswettbewerb, was auch eine Premiere für den gesamten Verein war, der mit nur zwei Siegen in zehn Vorrundenspielen als Gruppenletzter „Lehrgeld zahlte“. Als Neuerung durfte die Mannschaft im Eurocup 2013/14 weiterspielen, wo man im Viertelfinale gegen KK Roter Stern Belgrad ausschied. Die zweite Saisonphase nach dem Jahreswechsel war überschattet von den Unruhen in der Ukraine, die dazu führten, dass der Hauptstadtklub seine internationalen Heimspiele im litauischen Kaunas austrug. Nach der gewaltsamen, bürgerkriegsähnlichen Zuspitzung der Auseinandersetzungen ab Februar 2014 verließen viele ausländische Spieler, insbesondere solche aus der westlichen Welt stammenden, die ukrainischen Klubs. Budiwelnyk konnte am Saisonende in der Meisterschafts-Finalserie den zuvor in den Play-offs ungeschlagenen Hauptrundenersten Chimik Juschne bezwingen und den Titel verteidigen.
Zur folgenden Saison wechselte Strēlnieks zu den Brose Baskets aus Bamberg, bei denen bereits sein Landsmann Uvis Helmanis, mit dem Strēlnieks in seiner ersten Profisaison in Ventspils noch zusammenspielte, Meisterschaften gewonnen hatte. In der Vorsaison hatte die Mannschaft erstmals seit fünf Jahren den Meistertitel verpasst und wurde von dem neuen Trainer Andrea Trinchieri neu zusammengestellt. Im Eurocup 2014/15 verlor man in der Zwischenrunde zweimal gegen den deutschen Meister Bayern München und auch im Achtelfinale zweimal gegen die in diesem Wettbewerb zuvor unbesiegten Lokomotive Kuban Krasnodar, die von Malcolm Delaney angeführt wurden. Nach der Finalniederlage im Beko BBL-Pokal 2015 gegen Gastgeber EWE Baskets Oldenburg führten die Brose Baskets das Feld der Playoff-Teilnehmer als Tabellenerster in die Meisterschafts-Finalrunde der Basketball-Bundesliga 2014/15, in denen man ohne Niederlage in die Finalserie einzog, dort schließlich auch in fünf Spielen über den Titelverteidiger aus Oberbayern obsiegte und sich den Meistertitel zurückholte.
Bei der EM-Endrunde 2015 erreichte die lettische Nationalmannschaft das Viertelfinale, das gegen Titelverteidiger und Endrunden-Gastgeber Frankreich verloren ging. Die beiden Platzierungsspiele zur Olympiaqualifikation verloren die Letten dann jedoch auch noch, wobei Strēlnieks in seiner Paradedisziplin Distanzwurf, bei dem er schon während des gesamten Turniers Schwächen gezeigt hatte, keinen Treffer mehr von hinter der Dreipunktelinie beisteuern konnte, und büßten damit alle Optionen auf eine erstmalige Teilnahme am olympischen Basketballturnier seit der Premieren-Teilnahme 1936 ein.
Nachdem Strēlnieks im Juni 2015 seinen Vertrag in Bamberg bis zum Ende der folgenden Saison 2015/16 verlängert hatte, erreichte er mit den Brose Baskets die Zwischenrunde der 16 besten Mannschaften der EuroLeague 2015/16. Nachdem Bamberg diese Wettbewerbsrunde in seiner Historie nun bereits zum dritten Mal erreicht hatte, gelang schließlich der erste Erfolg auf diesem Niveau nach 21 zuvor erfolglosen Spielen mit dem Heimsieg über Žalgiris Kaunas, der mit 96:63 im Endergebnis sehr überzeugend ausfiel. In der BBL erreichte man erneut die Playoffs als Hauptrundenerster, in denen Strēlnieks mit Bamberg der Sweep durch die gesamten Playoffs zum zweiten Meistertitel in Folge gelang. Im Anschluss verlängerte Strēlnieks seinen Vertrag bis 2019.
In der Saison 2016/17 spielte Strēlnieks mit Bamberg wiederum in der EuroLeague, die in dieser Saison erstmals in einem neuen Modus ausgetragen wurde. Nach 30 anstrengenden Hin- und Rückspielen gegen die 15 Gegner in der Hauptrunde der EuroLeague 2016/17 beendete Bamberg die Saison als 13. und verpasste damit die Playoffs. Bamberg gelangen 10 Siege. Von den 20 Niederlagen gingen 12 mit sechs oder weniger Punkten außergewöhnlich knapp verloren. In der BBL zog Bamberg als Hauptrundenzweiter und Pokalsieger in die Playoffs ein und krönte sich mit nur einer Niederlage erneut zum deutschen Meister.
Im Juni 2017 unterzeichnete Strēlnieks einen Zweijahresvertrag beim griechischen EuroLeague-Finalisten Olympiakos Piräus.
Von 2019 bis 2021 stand er für zwei Jahre im Dienste von ZSKA Moskau und wechselte danach zu Žalgiris Kaunas.

## Trivia
Strēlnieks ist ein exzellenter Distanzwerfer mit guten Erfolgsquoten von hinter der Dreipunktelinie. Passenderweise bezeichnet sein Familienname in der lettischen Sprache den Schützen. Sein vier Jahre älterer Bruder Artūrs spielt ebenfalls Basketball in der höchsten lettischen Spielklasse.

## Erfolge
- Deutscher Meister: 2015, 2016, 2017
- Deutscher Pokalsieger: 2017
- VTB United League:  2021